# Euplexia ascripta
Euplexia ascripta är en fjärilsart som beskrevs av Lancelot A. Gozmany 1947. Euplexia ascripta ingår i släktet Euplexia och familjen nattflyn. Inga underarter finns listade i Catalogue of Life.